# Гранатный переулок
Грана́тный переу́лок (в 1949—1992 годах — у́лица Щу́сева) — переулок в Центральном административном округе города Москвы.
Переулок проходит от Спиридоновки до Вспольного переулка параллельно Малой Никитской улице справа от неё. Нумерация домов ведётся от Спиридоновки.

## Происхождение названия

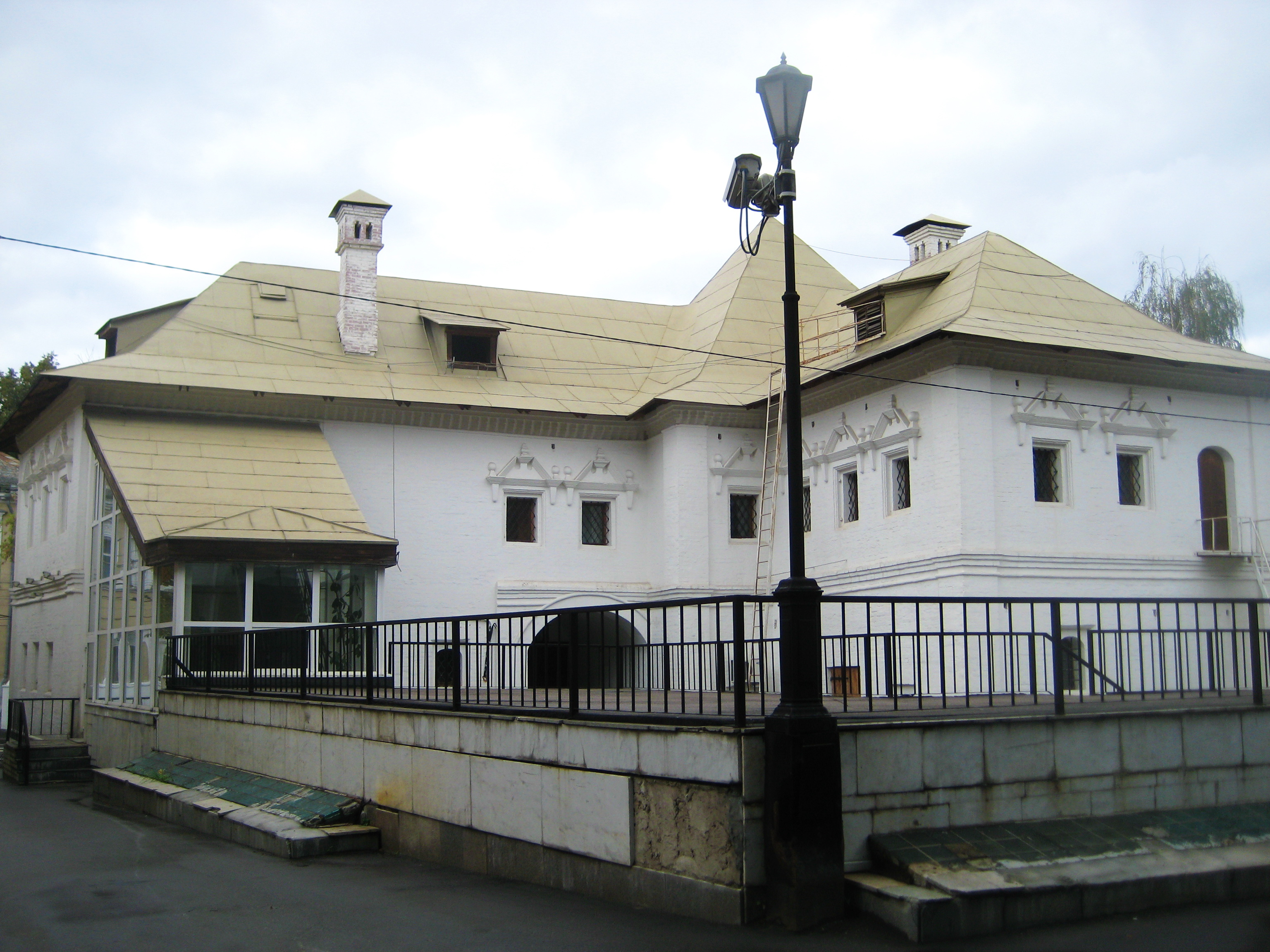
Гранатный двор на углу Гранатного переулка и ул. Спиридоновки. Реконструкция палат (XX век)

Название XVI века, по Гранатному двору, находившемуся здесь до пожара 1712 года. От него предположительно осталось каменное здание 3/5.
В 1949 году переулок назван улицей Щусева, в честь известного советского архитектора А. В. Щусева (1873—1949) и в связи с тем, что в нём находился Союз архитекторов СССР. В 1992 году переулку возвращено его историческое название. Название в 2016 году перенесено на новую улицу в районе бывшего завода ЗИЛ.

## Примечательные здания и сооружения

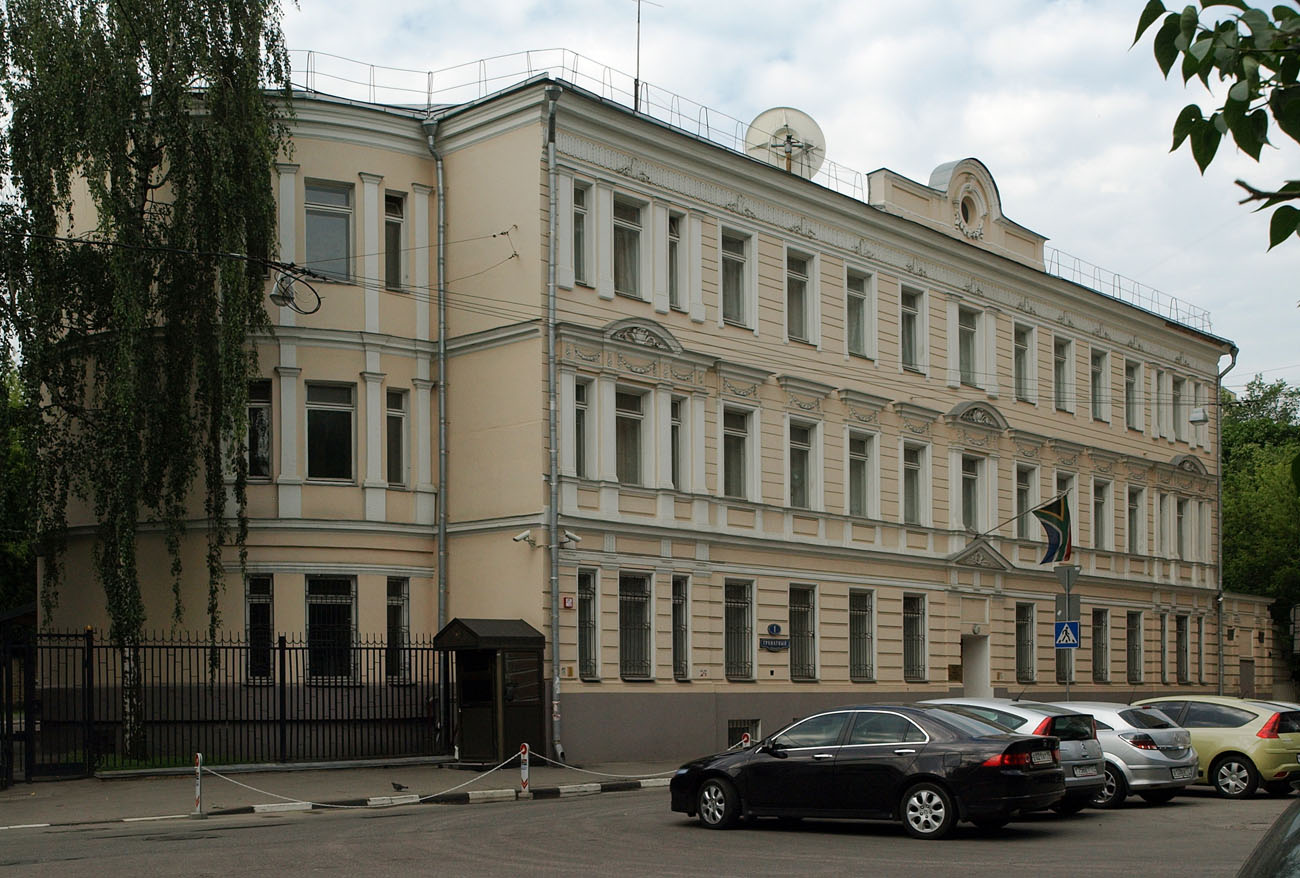
Посольство ЮАР (№ 1, стр. 9)

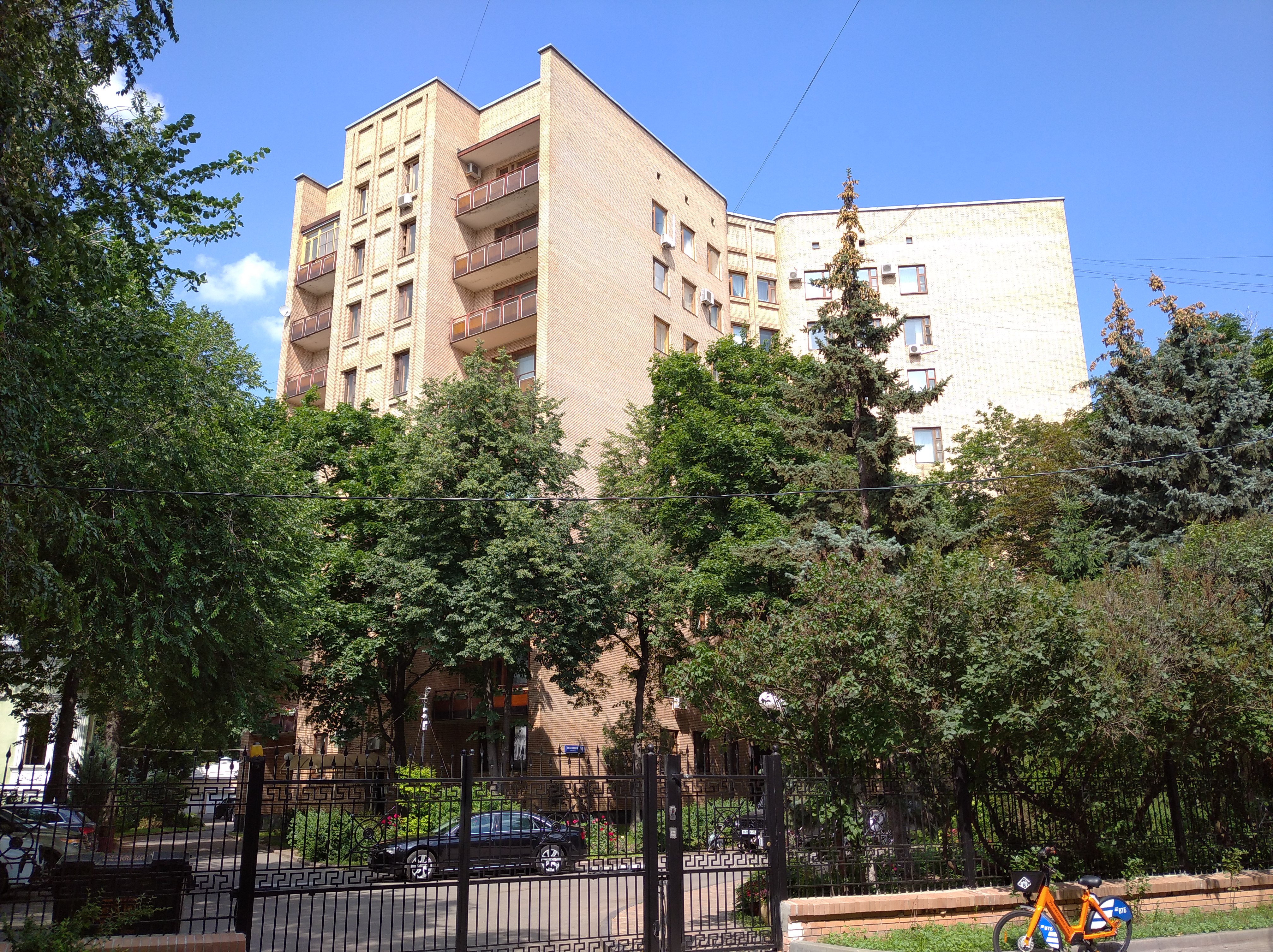
Гранатный переулок, 10

### По нечётной стороне
- № 1, стр. 9 — Доходный дом (1889, архитектор М. И. Никифоров), ныне здание занимает посольство ЮАР.
- № 3/5 — каменное здание, оставшееся от Гранатного двора[источник не указан 3795 дней]
- № 3, стр. 1 — Особняк М. С. Гольденвейзера (1884, архитектор С. С. Эйбушиц)[2]
- № 7 — Особняк А. Леман с корпусом служб (1896—1897, архитектор А. Э. Эрихсон; 1939—1940, архитекторы А. К. Буров, Д. И. Бурдин[3]), объект культурного наследия регионального значения[4]. До революций (переворотов) принадлежал московскому губернскому предводителю дворянства П. А. Базилевскому. С 1919 года в особняк въехал Всероссийский главный штаб Реввоенсовета. Уже в 1920-е годы здесь располагалось Центральное бюро по обслуживанию иностранцев. В особняке размещается «Центральный дом архитектора» и ресторан, работающий с 1938 года, Союз московских архитекторов. Во дворе установлен памятник архитектору А. В. Щусеву (1980, скульптор И. М. Рукавишников, архитектор Б. И. Тхор) — выявленный объект культурного наследия[4]. Перед зданием установлена памятная стела «Архитекторам, павшим в боях за Родину (1941—1945)»[5].
- № 9 — доходный дом (1876, архитектор В. Н. Карнеев). Здесь жил архитектор, автор Дома Экономического общества офицеров С. Б. Залесский. Позднее здесь располагалась редакция альманаха «Возрождение», где печатались «Записки на манжетах» Михаила Булгакова[6].
- № 11 — здесь ранее располагался дом, в котором с осени 1895 по 1900 годы жил театральный режиссёр В. И. Немирович-Данченко[7].
- № 13 — Особняк Н. А. и К. А. Протопоповых, В. И. Рекк (1899, архитектор В. В. Шервуд; 1905, архитектор В. Д. Адамович), объект культурного наследия регионального значения[4]. Сейчас — посольство Таджикистана.

### По чётной стороне
- № 2, стр. 1 — Жилой дом (1830-е; 1870-е; 1899, архитектор Г. А. Кайзер), ценный градоформирующий объект[4].
- № 2, стр. 2 — Доходный дом (1901, архитектор В. А. Величкин; 1978), ценный градоформирующий объект[4].

Перед капитальной реконструкцией дома № 2 в 1974 году старых жильцов расселили, а после здесь проживали:  Герой Советского Союза, летчик-испытатель М. Галлай, главный редактор газеты «Московский комсомолец» П. Гусев, актриса В. Орлова, певица Е. Шаврина, дзюдоист, чемпион Олимпийских игр в Монреале С. Новиков, актер В. Этуш, которому в 2020 году на стене дома открыта мемориальная доска.
- № 4, стр. 1 — Дом Леонтьевых (начало XIX в., архитектор А. Г. Григорьев), объект культурного наследия федерального значения[4]. Существующее позднеампирное здание начало строиться в 1838 году, когда владение приобрёл Платон Николаевич Зубов. После его смерти оно перешло к семье его сестры, Любови Николаевны, бывшей замужем за И. С. Леонтьевым.
- В XVIII в. на участке между современными домами № 6 и 8 находился Полковой двор лейб-гвардии Преображенского полка[10]. Вот как пишет о нём М. Н. Макаров[11].

Кто знает Гранатный переулок; он у нас в Москве, и теперь в Арбатской части, а прежде был в осьмой, потому что Москва разделялась на части не по данным названиям, а по номерам. В этом Гранатном переулке до 1793 года существовал Полковой двор лейб-гвардии Преображенского полка; на нём был отмечен тогдашний полицейский номер 334. Приходская церковь Преображенского полкового двора была церковь Вознесения Господня, что на Большой Никитской улице, именно та, что называется старое Вознесение. Чудной был этот Преображенской полковой двор: его тут установил Петр Великий, и установил, как водилось за ним, недаром, не без цели: царю-государю захотелось, чтобы его любимая потеха была поближе к дому матушки, поближе ко дворам всех любезных. Из Преображенского села ко двору матери, сюда, в свой полковой двор, Петр приводил только своих воинов готовых, вышколенных Лефортом или Гордоном. Государь даровал этими воинами и друзей, и старых вельмож русских, за новое солдатское учение не совсем хорошо глядевших на юного Петра… Время перемешало все места Арбатской части, особенно 1812 год сгладил многое до последней точки. Но можно, кажется, еще указать на старый Преображенской двор. Поищем его около церкви старого Вознесения, найдем и, сотворив крестное знамение, скажем: вот где было самое первое начало славной нашей гвардии.

- № 8 стр. 4 — Жилой дом (архитектор А. Р. Воронцов)
- № 10, стр. 1 — Жилой дом ЦК КПСС (1974—1977, архитекторы М. Н. Круглов, Ю. О. Соколов, Л. Н. Подрезкова[12]), в доме проживали:  Г. Л. Брежнева, А. П. Кириленко, Б. Н. Пономарёв, К. У. Черненко[13], В. Ф. Шауро[14], Л. Н. Толкунов[15], Н. Н. Байбаков[16].
- № 12 — Жилой дом (1843; 1884—1885, архитектор М. И. Никифоров; реконструкция с надстройкой — 2005, архитекторы Александр Асадов, Александр Черниенко, Андрей Асадов, Никита Цымбал, Павел Герасимов), ныне — Союз архитекторов России[4][17]. В 1933—1934 годах по этому адресу жил перед своим арестом поэт Николай Клюев.
- № 22 — Здание Союза архитекторов России (реконструкция 2002—2005)[18].
- № 24/4 — Городская усадьба А. Зерщикова (1870-е гг.), выявленный объект культурного наследия.

## Гранатный переулок в произведениях литературы и искусства
- Переулок упомянут в стихотворении М. С. Петровых «Назначь мне свиданье…»:

«Пусть годы умчатся в круженье обратном

И встретимся мы в переулке Гранатном…

Назначь мне свиданье у нас на земле,

В твоём потаённом сердечном тепле.»
- В Гранатном переулке родился русский и советский писатель К. Г. Паустовский. Читаем в «Повести о жизни»: «Родился я в Москве 31 мая 1892 года в Гранатном переулке, в семье железнодорожного статистика.»
- Картина «Гранатный переулок. Кидают снег» принадлежит к числу наиболее выразительных пейзажных работ Петра Кончаловского, в которых художник «с особой душевной теплотой изображает живописный облик уютных московских улиц и уголков старого города в их неразрывном единстве с повседневной городской жизнью»[19].
- Между домами 3 (стр. 2) и 3 (стр. 1) по Гранатному переулку выходят на улицу отпущенные из милицейского участка главные герои фильма «Белорусский вокзал».